# Skælskør Provsti
Skælskør Provsti var et provsti i Roskilde Stift, Slagelse Kommune. Provstiet blev 1. januar 2014 lagt sammen med Slagelse Provsti og danner nu Slagelse-Skælskør Provsti.
Skælskør Provsti bestod af 23 sogne med 23 kirker, fordelt på 9 pastorater.

## Pastorater
| Pastorater i Skælskør Provsti               | Pastorater i Skælskør Provsti                       | Pastorater i Skælskør Provsti          |
| ------------------------------------------- | --------------------------------------------------- | -------------------------------------- |
| Agersø-Omø Pastorat                         | Boeslunde Pastorat                                  | Gimlinge-Hyllested Pastorat            |
| Høve-Flakkebjerg-Skørpinge-Fårdrup Pastorat | Lundforlund-Gerlev-Slots Bjergby-Sludstrup Pastorat | Magleby-Ørslev-Holsteinsborg Pastorat  |
| Skælskør-Eggeslevmagle Pastorat             | Sørbymagle-Kirkerup Pastorat                        | Tjæreby-Sønder Bjerge-Venslev Pastorat |

## Sogne
| Sogne i Skælskør Provsti | Sogne i Skælskør Provsti | Sogne i Skælskør Provsti |
| ------------------------ | ------------------------ | ------------------------ |
| Agersø Sogn              | Boeslunde Sogn           | Eggeslevmagle Sogn       |
| Flakkebjerg Sogn         | Fårdrup Sogn             | Gerlev Sogn              |
| Gimlinge Sogn            | Holsteinborg Sogn        | Hyllested Sogn           |
| Høve Sogn                | Kirkerup Sogn            | Lundforlund Sogn         |
| Magleby Sogn             | Omø Sogn                 | Skælskør Sogn            |
| Skørpinge Sogn           | Slots Bjergby Sogn       | Sludstrup Sogn           |
| Sønder Bjerge Sogn       | Sørbymagle Sogn          | Tjæreby Sogn             |
| Venslev Sogn             | Ørslev Sogn              |                          |